# Tossal del Llurba
El Tossal del Llurba és una muntanya de 404 metres que es troba al municipi de Montblanc, a la comarca de la Conca de Barberà.